# Randi Michelsen
Randi Kirsten Michelsen f. Jensen (20. februar 1903 i København – 6. august 1981) var en dansk skuespillerinde.
Hun optrådte på forskellige københavnske scener, og var bl.a. ved Folketeatret i 1950'erne og ved Det Ny Teater i perioden 1959-1962. Hun medvirkede også i en række filmer, og fik mange roller i både radiospil og TV-spil.

## Filmografi (udvalg)
- Københavnere – 1933
- De bør forelske Dem – 1935
- Skilsmissens børn – 1939
- Tak fordi du kom, Nick – 1941
- Søren Søndervold – 1942
- Forellen – 1942
- Tyrannens fald – 1942
- Regnen holdt op – 1942
- En pige uden lige – 1943
- Mine kære koner – 1943
- Som du vil ha' mig – 1943
- Det bødes der for – 1944
- Man elsker kun een gang – 1945
- Far betaler – 1945
- Oktoberroser – 1946
- Hvor er far? – 1948
- Hr. Petit – 1948
- Mosekongen – 1950
- Vejrhanen – 1952
- Min datter Nelly – 1955
- Den kloge mand (1956) – 1956
- Qivitoq – 1956
- Helle for Helene – 1959